# The Age of the Understatement (canción)
"The Age of the Understatement" es una canción de la banda inglesa de indie rock  The Last Shadow Puppets perteneciente a su primer disco también llamado The Age of the Understatement.
La canción vio la luz el 14 de abril de 2008 en el Reino Unido de la mano de la discográfica Domino Records alcanzando el puesto 9 en las listas británicas.

## Video musical
El videoclip fue filmado íntegramente en Moscú, Rusia, dirigido por Romain Gavras y protagonizado por Turner y Kane. En el video se los ve caminando por las calles de la capital rusa, así como en una plaza junto a unos tanques y un coro militar. El clima del mismo nos adentra a los años de la Guerra Fría.

## Lista de temas
Todas las canciones fueron escritas por Alex Turner y Miles Kane, excepto donde se indique, toda la música fue compuesta por The Last Shadow Puppets.
- CD RUG288CD

1. "The Age of the Understatement" - 3.07
2. "Two Hearts in Two Weeks" - 2.16
3. "Wondrous Place" (Jeff Lewis/Bill Giant) - 2.46

- 7" RUG288

1. Lado A "The Age of the Understatement" - 3.07
2. Lado B "Two Hearts in Two Weeks" - 2.16

- 7" RUG288X

1. Lado A "The Age of the Understatement" - 3.07
2. Lado B "In the Heat of the Morning" (David Bowie) - 2.40

## Charts
| Charts (2008)         | Posición más alta |
| --------------------- | ----------------- |
| UK Singles Chart      | 9                 |
| Italy Singles Chart   | 24                |
| Spain Singles Chart   | 3                 |
| Ireland Singles Chart | 34                |
| France Singles Chart  | 81                |

| 2008 | "Wondrous Place" (Solo descarga digital)             | 187 |
| 2008 | "Two Hearts In Two Weeks" (Solo descarga digital)    | 182 |
| 2008 | "In The Heat of the Morning" (Solo descarga digital) | 111 |